# Gustave Van Overloop
Gustaaf Van Overloop (Sint-Niklaas, 14 ottobre 1918 – Sint-Niklaas, 29 aprile 2005) è stato un ciclista su strada belga.
Professionista dal 1940 al 1949; nel 1942 ai aggiudicò il Tour du Limbourg e lo Schaal Sels.

## Carriera
Ciclista poliedrico, capace di ben figurare sia nelle classiche delle Ardenne che in quelle del pavè, sali due volte sul podio della Freccia Vallone, secondo nel 1941, terzo nel 1947; fu anche secondo al Giro delle Fiandre 1941.
Raccolse diverse affermazioni in corse di secondo piano del calendario belga e fu particolarmente attivo, e vincente, nei criterium e nelle kermesse.
Fra i suoi piazzamenti vanno menzionati l'ottavo posto nella Parigi-Tours del 1942, i terzi posti nella Nokere Koerse del 1944, al Grand Prix de l'Escaut ed al Kampioenschap van Vlaanderen entrambi nel 1946.
Al suo attivo conta, inoltre, due podi al campionato nazionale belga su strada: terzo nel 1940, secondo nel 1941.

## Palmarès
- 1939 (Allievi, una vittoria)

Campionati belgi Allievi, in linea
- 1941 (Individuale, una vittoria)

Sint-Niklaas
- 1942 (Alcyon-Dunlop, tre vittorie)

Tour du Limbourg
Schaal Sels
Sint-Niklaas
- 1943 (Alcyon-Ddunlop, tre vittorie)

Grand Prix Eugeen Roggeman Stekene
1ª tappa, 2ª semitappa Circuit de Belgique
3ª tappa, 1ª semitappa Circuit de Belgique
- 1948 (L'Expresse, Dilecta-Wolber, una vittoria)

Sint-Niklaas

### Altri successi
- 1940 (Individuale, due vittorie)

Grand Prix J. Moerenhout - Kermesse di Lede
Kermesse di Mechelen
- 1941 (Individuale, quattro vittorie)

Grand Prix J. Moerenhout - Kermesse di Lede
Kermesse di Mechelen
Acht van Brasschaat (Criterium)
Criterium di Wichelen
- 1942 (Alcyon-Dunlop, due vittorie)

Criterium di Mariakerke
Criterium di Lebbeke
- 1943 (Alcyon-Ddunlop, una vittoria)

Criterium di Zandvliet
- 1944 (Metropole, due vittorie)

Grand Prix J. Moerenhout - Kermesse di Lede
Criterium di Gent
- 1946 (Individuale, quattro vittorie)

Grand Prix Stad Antwerpen - Kermesse di Anversa
Kermesse di Denderleeuw
Criterium di Eksaarde
Criterium di Lokeren
- 1947 (L'Expresse, una vittoria)

Kermesse di Kortemark
Criterium di Steendorp
Criterium di Wichelen

## Piazzamenti

### Classiche monumento
- Giro delle Fiandre

1941: 2º
1944: 12º
1947: 22º
- Parigi-Roubaix

1943: 29º
Liegi-Bastogne-Liegi
1947: 18º